# Jean-Pierre Boudet (chimiste)
Pour les articles homonymes, voir Jean-Pierre Boudet et Boudet.
Jean-Pierre Boudet, né à Reims le 26 octobre 1748, mort à Paris le 18 décembre 1828, est un chimiste et pharmacien français.

## Biographie
Il est nommé en 1793 inspecteur de région de l’Est pour l’extraction du salpêtre et la fabrication de la poudre. Boudet fait les campagnes de l’Empire en Égypte et en Allemagne en tant que pharmacien des armées.
Attaché à l'expédition d'Égypte en tant qu'inspecteur des pharmacies, directeur des brasseries et distilleries de l'Armée. Au Caire, il montre un grand courage pendant l'épidémie de peste. Élu membre de l'Institut d'Égypte le 21 janvier 1800 dans la section de physique, Kléber le nomme pharmacien en chef de l'armée le 2 septembre 1800.
Il est rapatrié en France en août 1801. Chevalier de la Légion d'honneur en 1804.
Il est admis à la retraite le 8 juin 1810 et se retire à Paris. Il est un des fondateurs de la Société de Pharmacie et un des rédacteurs du Code pharmaceutique.
Membre de l'Académie de médecine de Paris en 1820. Il meurt avec le titre de pharmacien en chef de l'Hôpital de la Charité. Boudet repose au Père-Lachaise (39e division) où son monument a été remis en état, en 2003, par le Souvenir français.
Son neveu est Jean-Pierre Boudet, également pharmacien.

## Œuvres
On a de lui entre autres travaux :
- des Mémoires sur le phosphore, sur la fabrication du bleu de Prusse (1815) ;
- des Mémoires sur l'extraction du pastel en Égypte ;
- Note sur l'art de la verrerie née en Égypte, (1824) ;
- Lettre sur les eaux de Gaildorff, en Allemagne ;
- Sur la préparation des peaux.

## Sources
Cet article comprend des extraits du Dictionnaire Bouillet. Il est possible de supprimer cette indication, si le texte reflète le savoir actuel sur ce thème, si les sources sont citées, s'il satisfait aux exigences linguistiques actuelles et s'il ne contient pas de propos qui vont à l'encontre des règles de neutralité de Wikipédia.
- A. Lievyns, Jean Maurice Verdot, Pierre Bégat, Fastes de la Légion d'honneur, biographie de tous les décorés accompagnée de l'histoire législative et réglementaire de l'ordre, vol. 4, 1844 [détail de l’édition] (BNF 37273876)  ;
- Édouard de Villiers du Terrage, Journal et souvenirs sur l'expédition d'Égypte, mis en ordre et publiés par le baron Marc de Villiers du Terrage, Paris, E. Plon, Nourrit, 1899, et L'expédition d'Égypte 1798-1801, Journal et souvenirs d'un jeune savant, Paris, Cosmopole, 2001 et 2003, p. 353.
- Yves Laissus, L'Égypte, une aventure savante 1798-1801, Paris, Fayard, 1998.